# Терезе-Гизе-Аллее (станция метро)
«Терезе-Гизе-Аллее» (нем. Therese-Giehse-Allee) — станция Мюнхенского метрополитена, расположенная на линии  между станциями «Нойперлах Центрум» и «Нойперлах Зюд». Станция находится в районе Рамерсдорф-Перлах (нем. Ramersdorf-Perlach).

## История
Открыта 18 октября 1980 года в составе участка «Шайдплац» — «Нойперлах Зюд». Станция названа, как и улица над ней, в честь актрисы Терезе Гизе (нем. Therese Giehse). С момента открытия и до 29 мая 1999 года, станция обслуживалась линией U8, которая в 1988 году была переименована в . С 27 октября 1988 года станция обслуживается линией . Станция планировалась под названием «Нойперлах-Субцентрум» (нем. Neuperlach-Subzentrum).

## Архитектура и оформление
Двухпролётная колонная станция мелкого заложения. Стены станции облицованы округленными серыми цементо-волокнистыми плитами. Колонны отделаны коричневым кафелем и пол выложен бетонными блоками в мотиве гальки Изара. Имеет два выхода по обоим концам платформы. Северный выход ведёт в наземный вестибюль, южный — через пандус, непосредственно на поверхность. Примерно на высоте человеческого роста по всей путевой стене проходит красная полоса.

## Таблица времени прохождения первого и последнего поезда через станцию

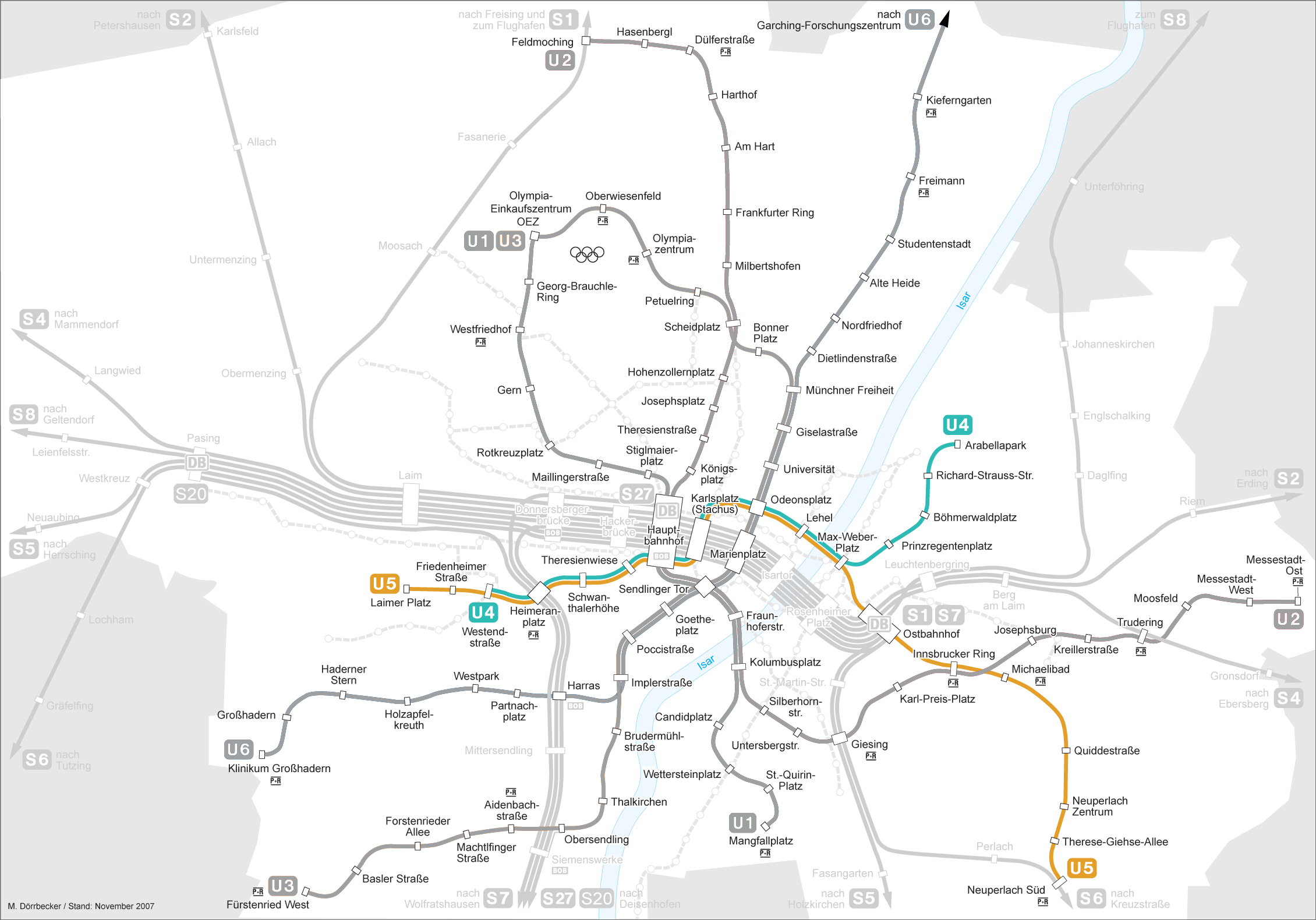
Сеть линий и мюнхенского метро

|                                       | Воскресенье — Четверг (ч:мм) | Пятница — Суббота (ч:мм) |
|                                       | первый                       |                          |
| последний                             |                              |                          |
| В сторону станции «Нойперлах Центрум» | 4:14                         | 4:14                     |
| В сторону станции «Нойперлах Центрум» | 0:56                         | 1:56                     |
| В сторону станции «Нойперлах Зюд»     | 4:52                         | 4:52                     |
| В сторону станции «Нойперлах Зюд»     | 1:35                         | 2:35                     |

## Пересадки
Нет возможности пересадки на другие виды общественного транспорта.
| Предыдущая станция | Расстояние | Линия | Расстояние | Следующая станция |
| ------------------ | ---------- | ----- | ---------- | ----------------- |
| Нойперлах Центрум  | 764 м      |       | 722 м      | Нойперлах Зюд     |